# Polonia w Szwecji
Polonia w Szwecji (Polacy w Szwecji) – liczy niecałe 90 000 (według Statistiska Centralbyrån w raporcie z września 2016 liczba Polaków w Szwecji wynosiła 85 517 osób) mieszkańców Królestwa Szwecji. Ponad 30% Polaków mieszka w regionie Sztokholm.

## Historia
W okresach średniowiecza i renesansu notowano jedynie pojedyncze przypadki Polaków zamieszkujących w Szwecji. Prawdopodobnie znaleźli się tam, podróżując w różnych celach przez Danię lub Pomorze. Z innych powodów wyjechała do Szwecji Katarzyna Jagiellonka, która poślubiła księcia Finlandii, późniejszego króla Szwecji – Jana III Wazę. Z tego związku w 1566 urodził się Zygmunt, późniejszy król obydwu narodów. Kolejne wojny o sukcesję tronu przyczyniły się do wymiany ludności jedynie w niewielkim stopniu.
Przedstawicielami pierwszej emigracji politycznej byli Stanisław Leszczyński wraz ze swoimi współpracownikami, którzy po klęsce Karola XII w bitwie pod Połtawą schronili się na Pomorzu Szwedzkim przed zwolennikami Augusta Mocnego.
W XIX w. odnotowano pierwsze fale uchodźstwa. Były one związane z klęskami powstań – listopadowego i styczniowego.
W latach 1893–1929 wielu pracowników sezonowych zatrudnionych w Danii, osiedliło się w południowej Szwecji. W 1911 w Szwecji pracowało sezonowo ok. 1800 Polaków, z których część postanowiła osiedlić się tam na stałe. Kolejna fala emigracji nastąpiła w okresie I wojny światowej, jednakże bieda i rozwijający się w Szwecji nacjonalizm powodowały, że kraj ten nie był przychylny emigrantom i fala z tego okresu miała charakter przejściowy. Większość emigrantów powróciło, żeby odbudowywać odrodzoną Polskę, a pozostali wyjechali do innych krajów.
Następna fala emigracji nastąpiła po wybuchu II wojny światowej. Dla większości Polaków Szwecja miała być jedynie krajem tranzytowym do Francji i Anglii, lecz z różnych powodów część z nich pozostała w Szwecji. Pod koniec wojny akcja humanitarna hrabiego Folke Bernadotte „Białe autobusy” spowodowała napływ do Szwecji ok. 14 000 obywateli polskich, z których mniej więcej połowa była pochodzenia żydowskiego. Szwedzi byli nieprzychylni tej emigracji i po wojnie skierowali swoje naciski na powrót tej fali do Polski. Część Polaków powróciła, inni reemigrowali m.in. do USA, Izraela, Francji i krajów Ameryki Południowej, jednak dosyć duża grupa pozostała w Szwecji.
W okresie stalinowskim notowano jedynie sporadyczne ucieczki Polaków do Szwecji. Sytuacja ta zmieniła się nieco po 1956, kiedy to nastąpiło pewne rozluźnienie polityki paszportowej, co z kolei doprowadziło do zwiększenia liczby polsko-szwedzkich małżeństw.
Po wydarzeniach z marca 1968 do Szwecji wyjechało ok. 5000 Polaków pochodzenia żydowskiego.
W latach 70. XX w. nastąpiło wyraźne rozluźnienie szwedzkiej polityki wizowej wobec Polaków, co w konsekwencji doprowadziło do napływu emigracji zarobkowej. Stosunkowo liberalne przepisy zezwalające na pracę spowodowały, że znaczna część tej emigracji zdecydowała się pozostać w Szwecji.
Na przełomie lat 1980–1981 wyjechało do Szwecji wiele tysięcy Polaków. W chwili ogłoszenia stanu wojennego przebywało w Szwecji ok. 1500 polskich turystów. W styczniu 1982 szwedzkie władze wydały rozporządzenie, że wszyscy turyści, marynarze i pasażerowie polskich statków pasażerskich przebywający na terenie Szwecji mają prawo starać się o pobyt stały. Na przełomie lat 1982–1983 liczba Polaków w Szwecji zwiększyła się prawie o 5500 osób.
W następnych latach dominowała emigracja zarobkowa, której kulminacja nastąpiła po przystąpieniu Polski do Unii Europejskiej i otwarciu szwedzkiego rynku pracy.
Dla Polonii, wiernych kościoła rzymskokatolickiego odbywają się w kościołach kilkunastu miast mszę w języku polskim. W 8 miastach działają polskojęzyczne zbory i grupy Świadków Jehowy, a w Malmö dodatkowo ich grupa romskojęzyczna (w dialekcie języka romskiego Polska Roma, używanym przez polskich Romów).
W Szwecji funkcjonują dwa serwisy internetowe dla Polonii – Poloniainfo.se (forum wraz z ogłoszeniami) oraz Skandynawiainfo.pl (najważniejsze informacje ze Szwecji po polsku).